# Ranunculus buhsei
Ranunculus buhsei är en ranunkelväxtart som beskrevs av Pierre Edmond Boissier. Ranunculus buhsei ingår i släktet ranunkler, och familjen ranunkelväxter. Inga underarter finns listade i Catalogue of Life.